# Colonia Empleados PEMEX
Colonia Empleados PEMEX är en ort i Mexiko.   Den ligger i kommunen Atitalaquia och delstaten Hidalgo, i den sydöstra delen av landet, 70 km norr om huvudstaden Mexico City. Colonia Empleados PEMEX ligger 2 150 meter över havet och antalet invånare är 296.
Terrängen runt Colonia Empleados PEMEX är platt norrut, men söderut är den kuperad. Runt Colonia Empleados PEMEX är det ganska tätbefolkat, med 160 invånare per kvadratkilometer. Närmaste större samhälle är Tepeji de Ocampo, 17,4 km sydväst om Colonia Empleados PEMEX. Trakten runt Colonia Empleados PEMEX består i huvudsak av gräsmarker.